# سیدنی چاپلین
سیدنی ارل چاپلین (انگلیسی: Sydney Earl Chaplin؛ ۳۰ مارس ۱۹۲۶ – ۳ مارس ۲۰۰۹) یک هنرپیشه اهل ایالات متحدهٔ آمریکا بود. وی بین سال‌های ۱۹۵۲ تا ۱۹۷۷ میلادی فعالیت می‌کرد. او فرزند چارلی چاپلین و لیتا گری بود.
از فیلم‌ها یا برنامه‌های تلویزیونی که وی در آن نقش داشته‌است می‌توان به نوبت توست که بمیری، روشنی‌های صحنه، دورو، سرزمین فراعنه و دستهٔ سیسیلی‌ها اشاره کرد.

## مرگ
چاپلین در سن ۸۲ سالگی در خانه خود در رانچو میراژ در کالیفرنیا بر اثر سکته مغزی درگذشت.